# Anthology of Interest I
Anthology of Interest I (с англ. — «Антология интересов I») — шестнадцатый эпизод второго сезона мультсериала «Футурама». Североамериканская премьера этого эпизода состоялась 21 мая 2000 года.
Первый из ряда эпизодов-антологий в сериале. Антологии интересов подобны сериям-антологиям Treehouse of Horror в сериале Симпсоны.

## Сюжет
Во время демонстрации команде «Межпланетного Экспресса» своего нового изобретения (пальца-указки) профессор случайно включает им своё старое изобретение — машину «Что, если …?». Эта машина может показать, что может произойти в каком-либо случае. Всех очень заинтересовало это устройство.

### 500-футовый ужас
Первым его испробовал Бендер, который спросил:
Бендер: Что было бы, если бы я был 500 футов ростом?
Изобретение профессора показывает сюжет, в котором несколько десятков роботов-сгибальщиков строят огромного Бендера. Гигантский Бендер взлетает и направляется в Новый Нью-Йорк, где знакомится с одиноким Фраем, которому не с кем общаться в будущем. Вместе они играют в прятки и веселятся, при этом каждый раз Бендер убивает по неосторожности несколько сотен людей. Земляне выводят войска, чтобы уничтожить робота, но их оружие бессильно и лишь вызывает у Бендера ярость. Весь офис Межпланетного экспресса наблюдает, как робот начинает крушить весь город, и профессор предлагает создать нового монстра, чтобы победить старого. С помощью своего нового изобретения «Луч-увеличитель» профессор заставляет доктора Зойдберга вырасти до размеров Бендера. Огромные Бендер и Зойдберг начинают драку на улицах Нового Нью-Йорка, разнося все здания в округе. Бендер кидает Зойдберга в стадион с кипящей водой, но тот подрезает ноги Бендера своими клешнями, и робот падает на Эмпайр-стейт-билдинг, которое пронзает его насквозь.
На этом машина профессора останавливается.

### Импульсивная Лила
Следующий вопрос сформулировала Лила.
Лила: Что было бы, если бы я была более импульсивной? Лишь немного... самую малость... чуть-чуть...
Лила в порыве своей импульсивности покупает новые ботинки, в точности повторяющие её прежние, но с зелёной полоской на боку. В это время Профессор завещает ей всё своё наследство как самой спокойной, предсказуемой и рассудительной в команде. Узнав, что после смерти профессора она станет богатой, Импульсивная Лила убивает старика, столкнув его в яму к муравьедам-каннибалам. Гермес, перебирая документы покойного, узнаёт, что это Лила убила профессора. Тем временем Зойдберг начинает расследование загадочного убийства, так как, по его заверению, он дипломированный специалист по «убийствологии» и «убийствомании». Пока Зойдберг берёт показания у муравьедов, Лила убивает Гермеса. Бендер уличает её и пытается шантажировать, но Лила с помощью микроволновой печи избавляется и от Бендера. Позже, почувствовав на себе лёгкую зависть Эми, Лила вновь не может справиться со своей импульсивностью. Вечером Зойдберг в костюме Шерлока Холмса собирает всех, чтобы рассказать оставшимся в живых Фраю, Лиле, Кьюберту Фарнсворту, Скраффи и Зубастику, кто настоящий убийца. Во время его рассказа Лила расправляется с Кьюбертом, потом со Скраффи, а после и с Зубастиком, нанизав их на один меч. Вскоре заскучавший Фрай покидает комнату, после этого Лила расправляется и с Зойдбергом. На следующее утро Фрай догадывается, что Лила — убийца, а та, решив покончить и с Фраем — чтобы он чего-нибудь не «ляпнул». После Лила соблазняет Фрая.
На этом машина профессора останавливается.

### Размороженный на всю жизнь
Следующий вопрос сформулировал профессор за Фрая:
Профессор: Что было бы, если бы Фрай не попал в будущее?
Машина профессора показывает Фрая в канун 2000 года с пиццей для I.C.Wiener’а. После того как Фрай не попадает в криогенную камеру, а лишь ударяется о неё головой, он остаётся в XX веке. В этот момент через прорыв в пространство-времени Фрай видит Профессора, Лилу, Бендера и Зойдберга. Позже, работая в пиццерии Пануччи, Фрай знакомится со знаменитым учёным Стивеном Хокингом и рассказывает ему про «чёрную дыру с монстрами». После этого рассказа Фрай оказывается в руках команды «Боевых вице-президентских рейнджеров», задача которых — предотвращать разрывы во времени. В руководимую Альбертом Гором команду входят Нишель Никольс (Ухура из Звёздного пути), Стивен Хокинг, Гэри Гайгэкс (один из создателей настольной игры Dungeons & Dragons) и компьютер Deep Blue. Фрай рассказывает о том, что ударился головой о криогенную камеру, и Гор решает, что дыра во времени появилась из-за того, что Фрай должен был от этого погибнуть. Но когда команда начинает проламывать голову Фрая, дыра в космическом пространстве появляется вновь. Командир Ухура предлагает поместить Фрая в криогенную камеру, пока Вселенная не исчезла, но Фрай разбивает стекло криогенной камеры, и Вселенная исчезает.
В конце серии оказывается, что вышеописанной демонстрации машины «Что, если …?» на самом деле не было: Профессор просто смотрел её сам, после того, как задал вопрос:
Профессор: Что было бы, если бы я изобрёл палец-указку?

## Оценки
Зак Хандлен из The A.V. Club поставил эпизоду оценку «B», назвав его умеренно занимательным мысленным экспериментом.